# Lötlampe

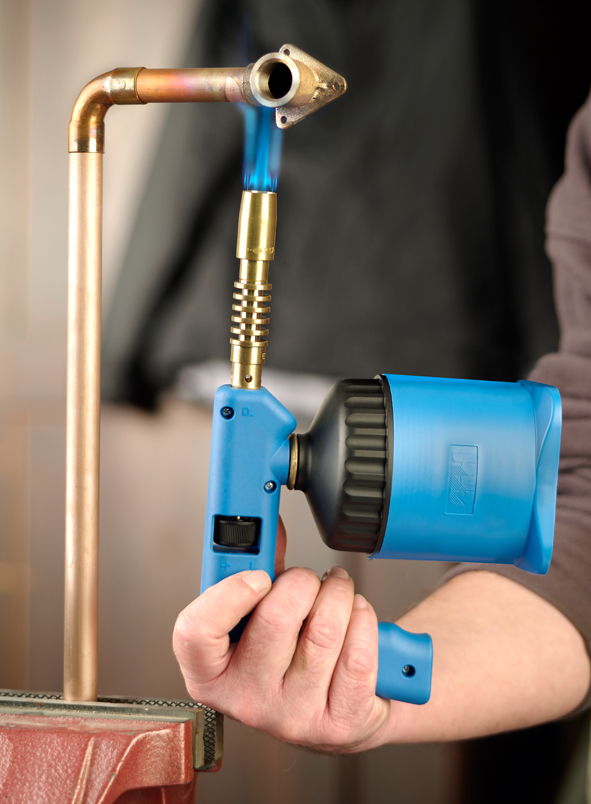
Lötlampe in der Anwendung

Eine Lötlampe ist im heutigen Sprachgebrauch ein kleiner, handlicher propan- oder butanbetriebener Gasbrenner, dessen Einsatzgebiet aber nicht nur auf das Löten (vorzugsweise Sanitär- oder Heizungsinstallation, aber auch Hartlöten) beschränkt ist. Die Lötlampe eignet sich auch zum Grillanzünden, Entfernen (Abbrennen) von Lackaufträgen, zum Gratinieren und Karamellisieren oder ganz allgemein zum Erwärmen (Vorheizen) von Gegenständen (wie z. B. Glühkopfmotoren). Bis in die 1970er Jahre waren benzinbetriebene Lötlampen weit verbreitet und wegen des leicht verfügbaren und kostengünstigen Brennstoffs und ihrer hohen Leistungsfähigkeit sehr beliebt.

## Geschichte
Die Lötlampe wurde um 1797, in anderen Quellen 1799 von August von Marquardt in Eberswalde erfunden. Als Brennstoff wurde Weingeistdampf verwendet. Der Schwede Carl Richard Nyberg entwickelte 1881/82 eine neue Vergasungstechnik.

## Betrieb

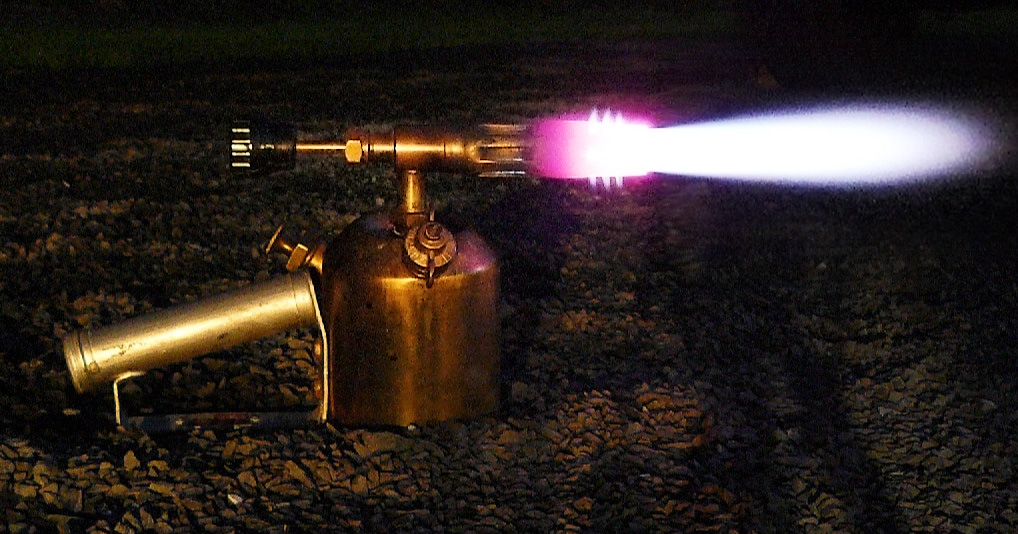
Benzinlötlampe Vulcano in Betrieb

Ursprünglich wurde die Lötlampe nur mit Benzin (Katalyt-, Waschbenzin, Siedegrenzbenzin oder unverbleitem Vergaserkraftstoff ohne Zusätze) als Brennstoff betrieben. Um die nötige Vergasungstemperatur des Brennstoffs zu erreichen, muss dieser (in der Regel mit Spiritus oder Benzin) gründlich vorgewärmt werden. Dabei ist Vorsicht geboten: Bei vorzeitigem Öffnen des Ventils oder zu frühem, zu hohem Druckaufbau kann das Benzin flüssig (statt gasförmig) aus der Brennerdüse austreten oder ausschießen und es besteht die Gefahr von meterlanger Stichflammenbildung oder Explosion (Sicherheitsabstand zu allen brennbaren Materialien!). Obwohl benzinbetriebene Lötlampen meist mit einem Überdruckventil und/oder einem Überhitzungsschutz versehen sind, schützen diese nicht vor allen Unfällen. Im Laufe der 1970er Jahre wurden sie in Industrie, Handwerk und allmählich auch in der Landwirtschaft zunehmend von gasbetriebenen Lötlampen (meist mit Butangas-Kartuschen) abgelöst, deren Handhabung viel einfacher und auch weitaus sicherer ist.

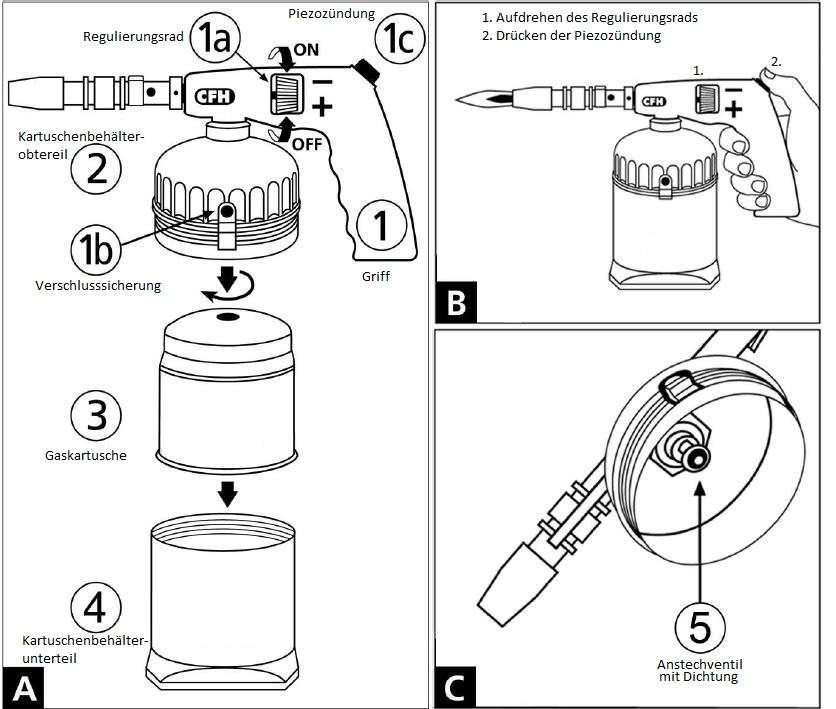
Lötlampe in Einzeilteile
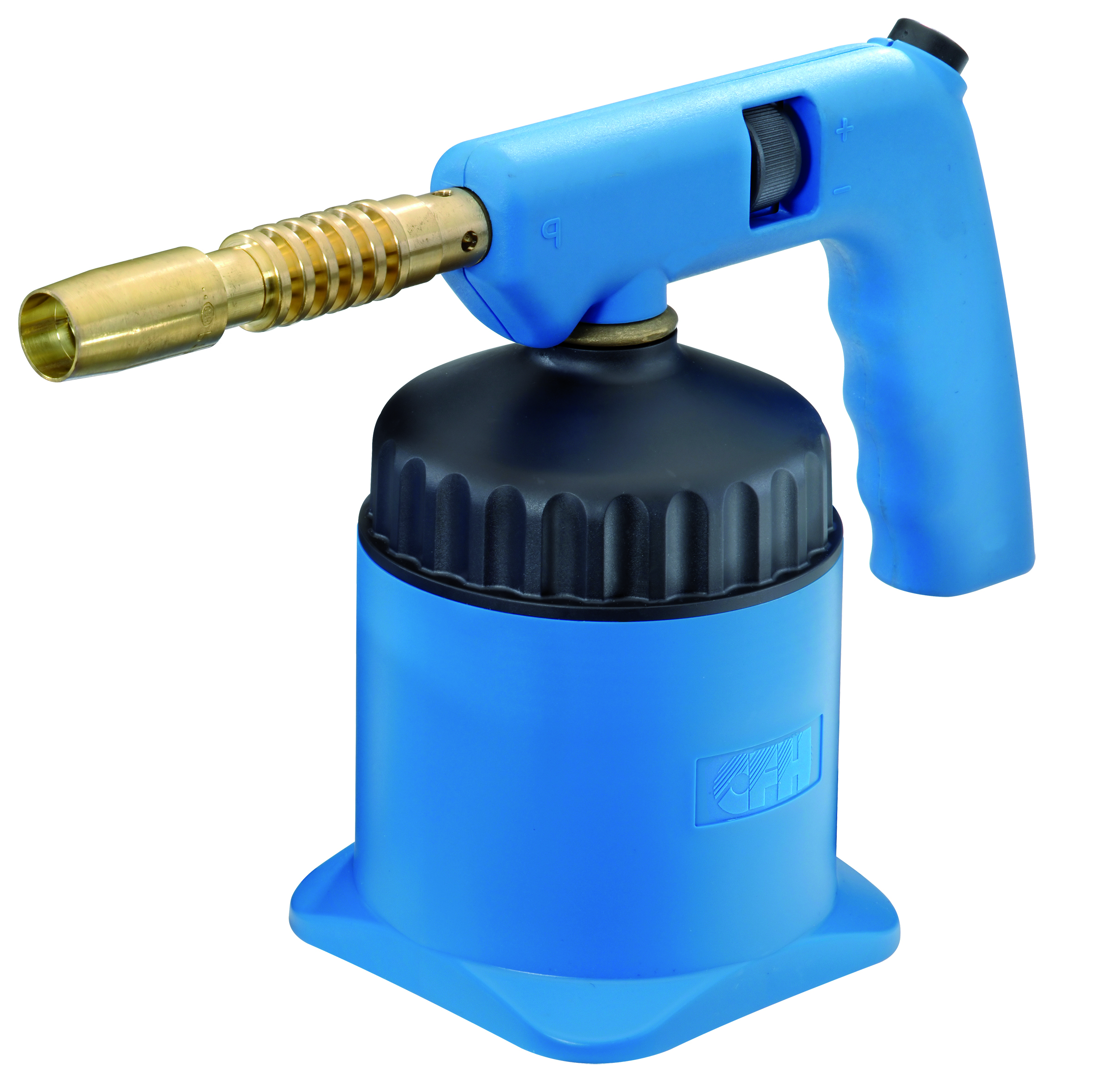
Lötlampe mit Piezozündung
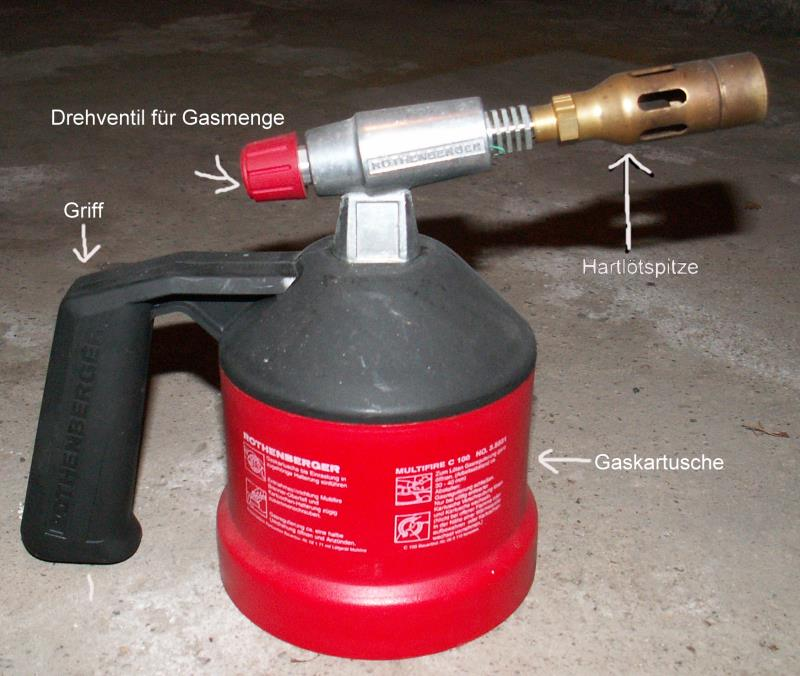
Lötlampe
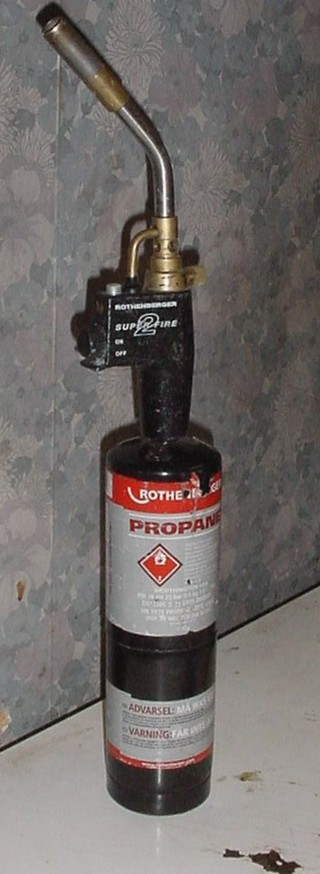
Propan Lötlampe
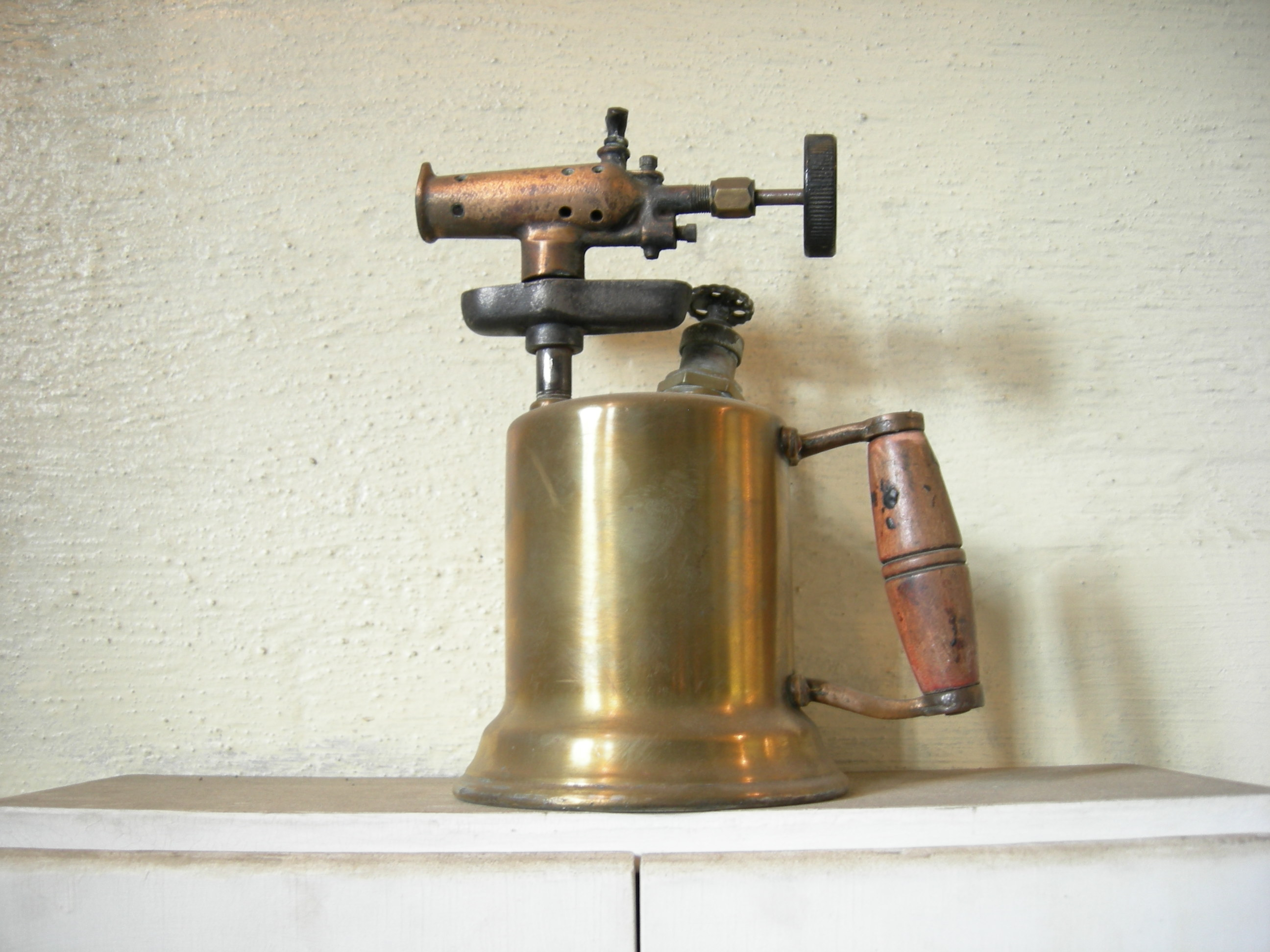
Benzinbetriebene Lötlampe (um 1940)
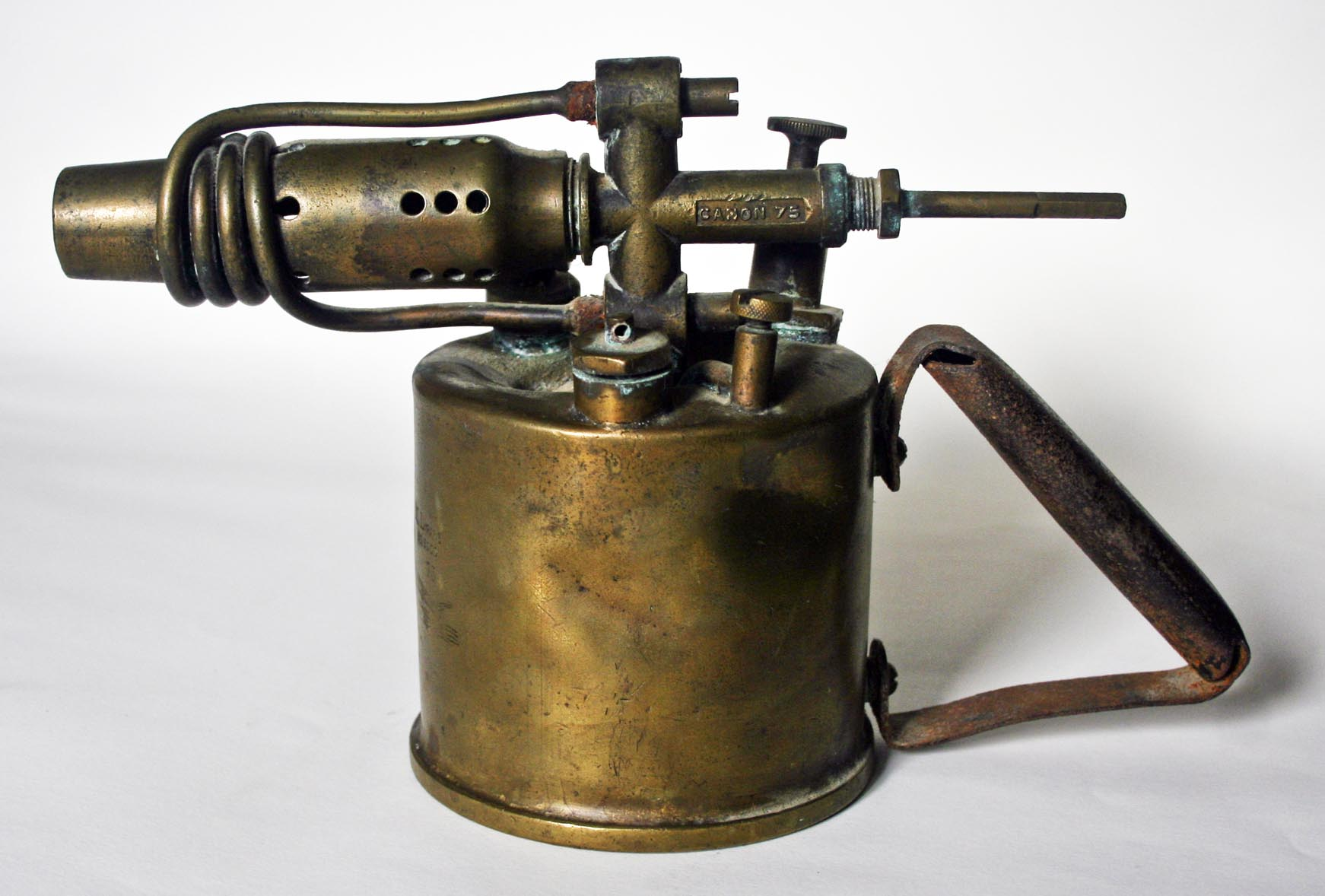
Benzinlötlampe Canon 75
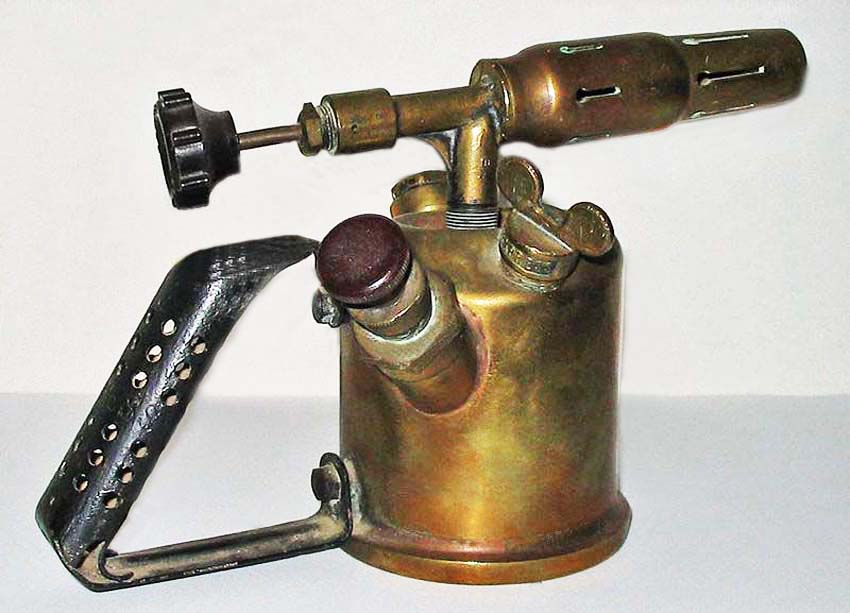
Alte Benzinlötlampe
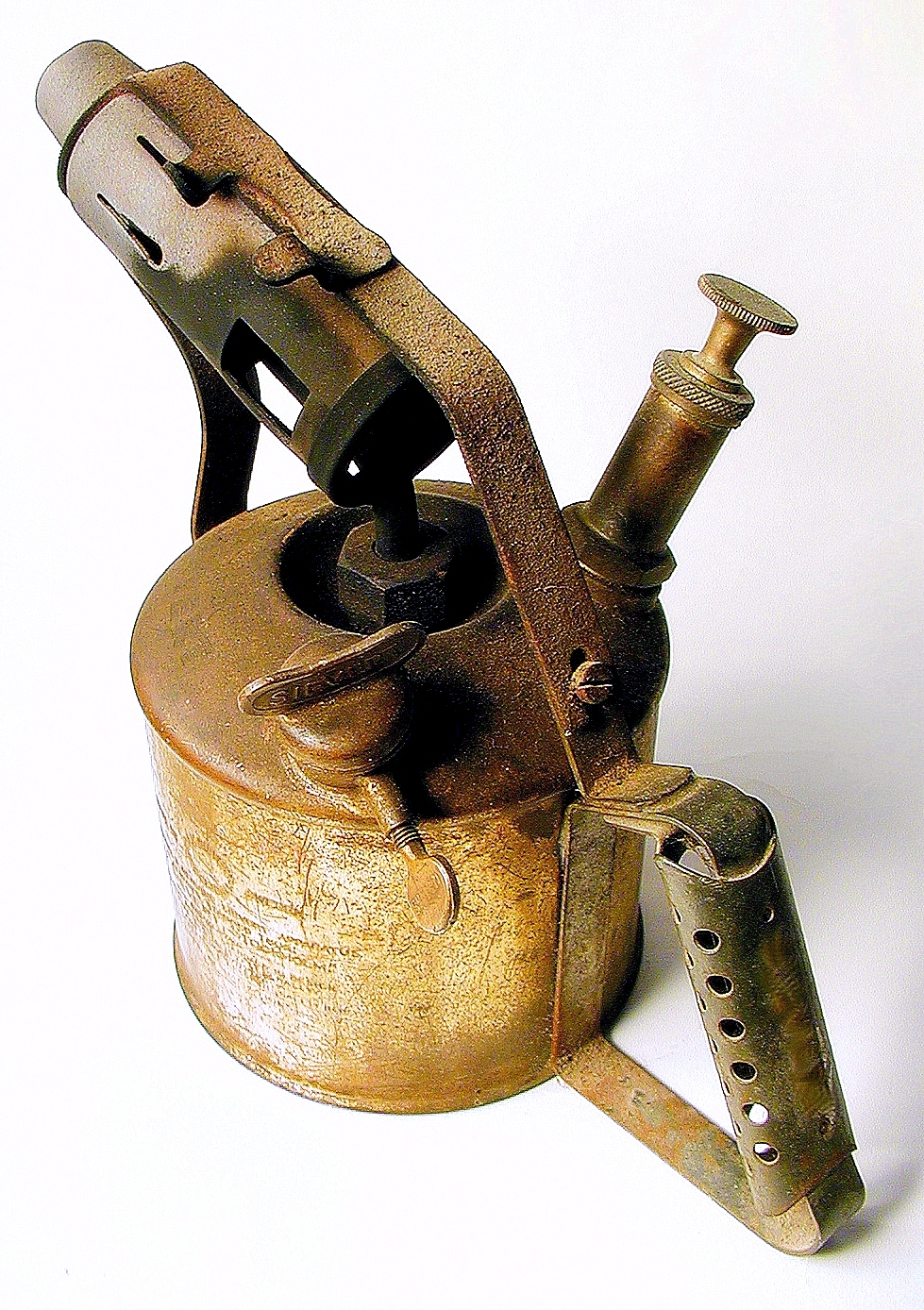
Alte Kerosin-Lötlampe
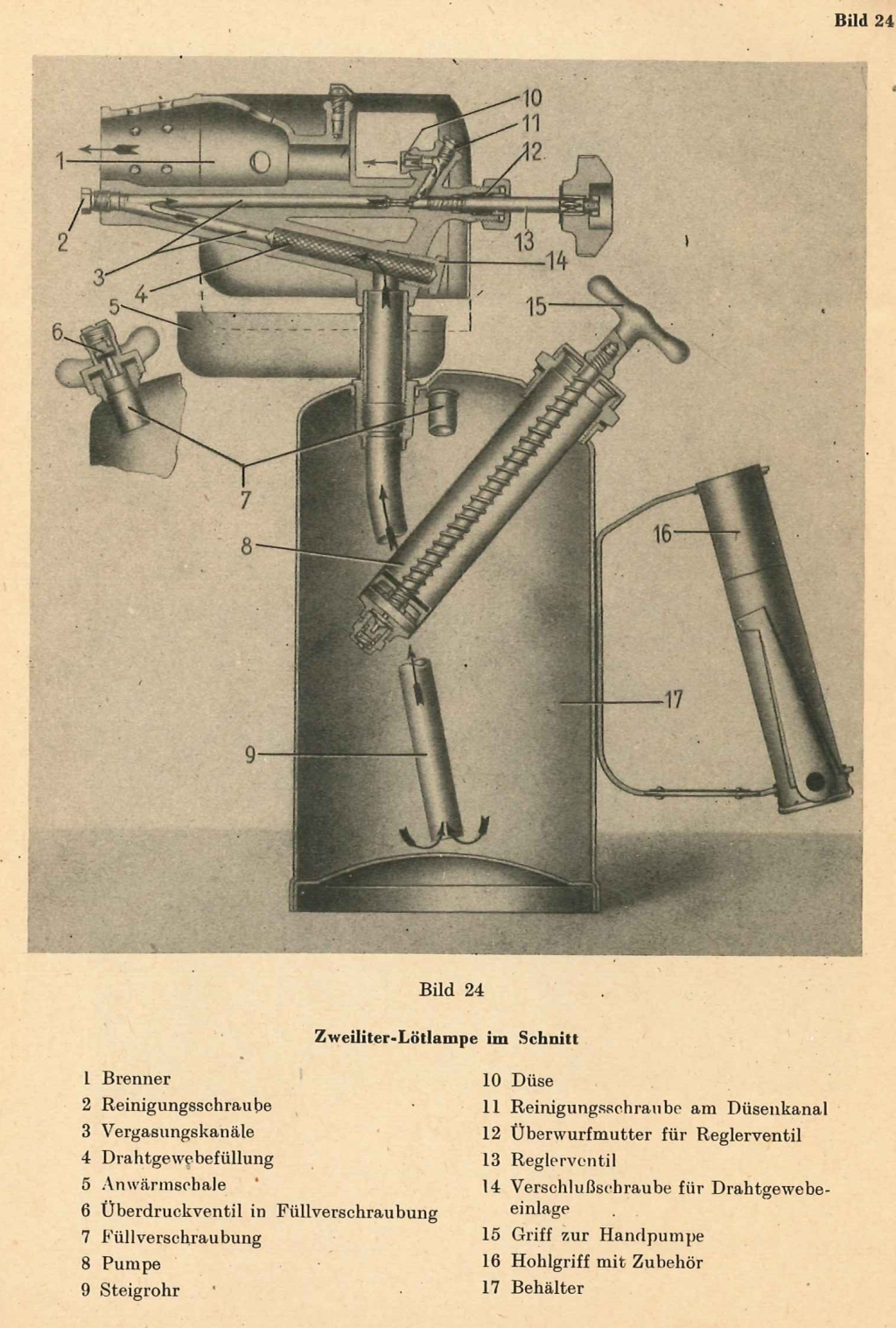
Querschnitt durch eine Lötlampe (1942)
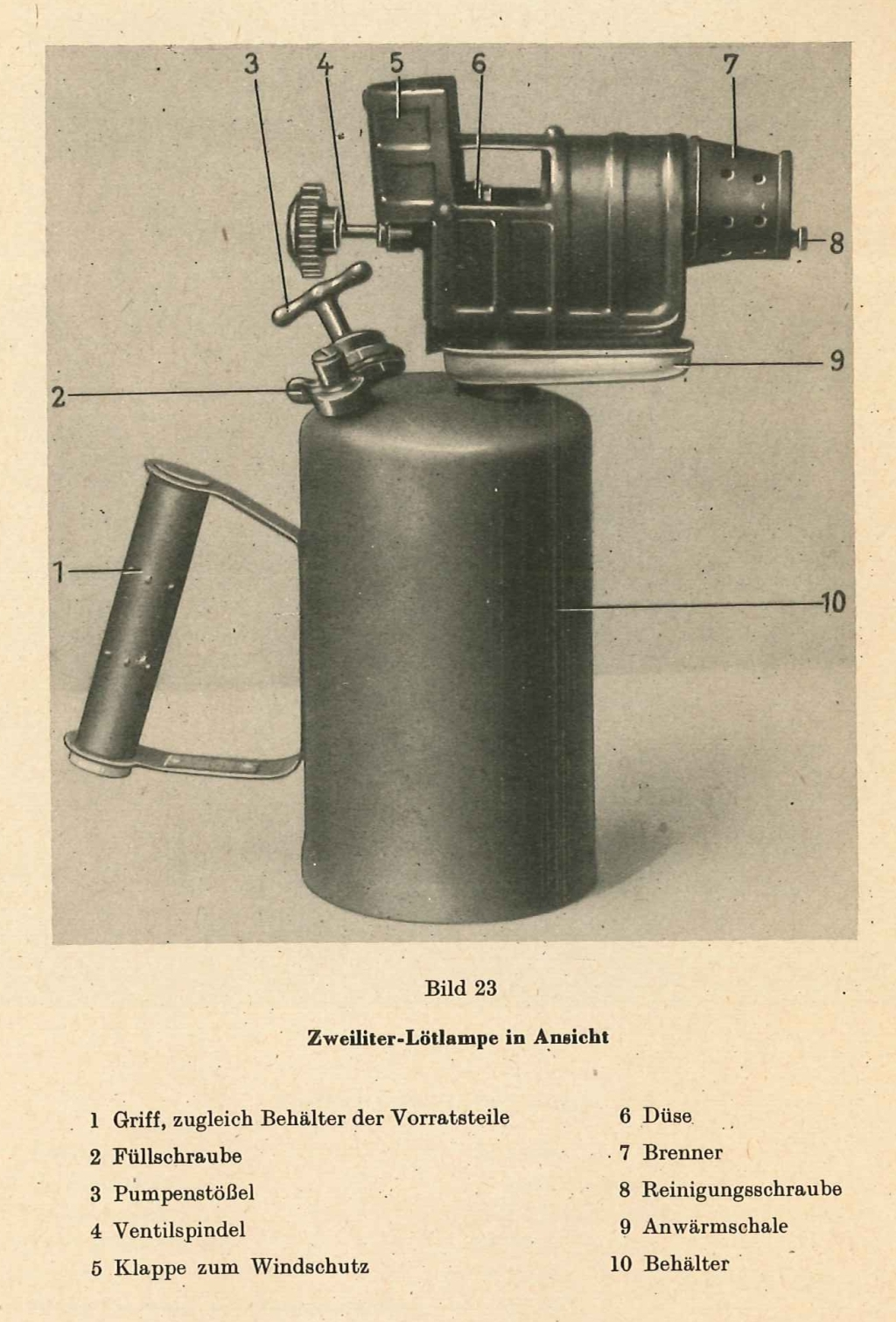
Seitenansicht einer Lötlampe (1942)
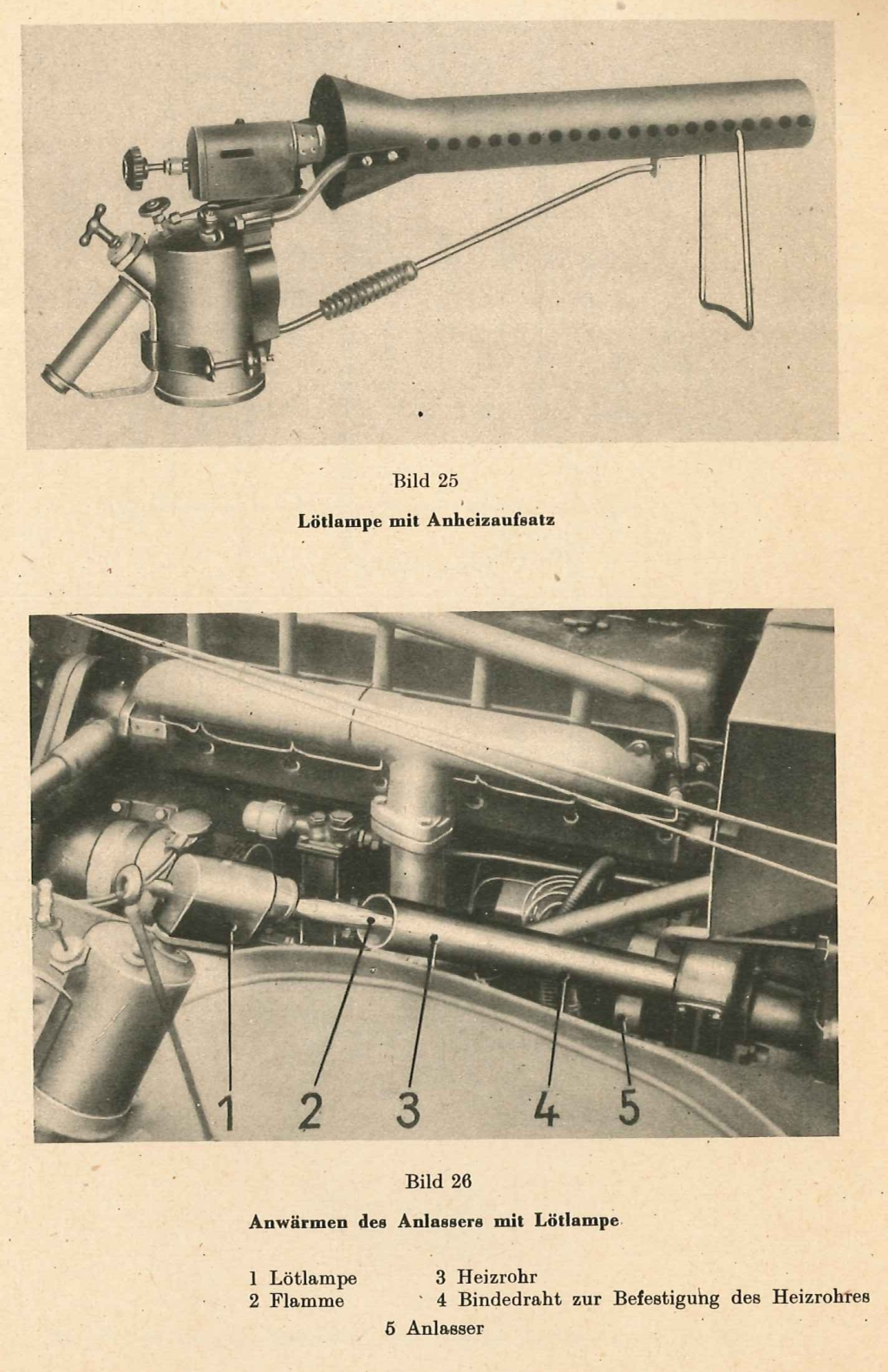
Lötlampe mit Anheizaufsatz für Motoren (1942)
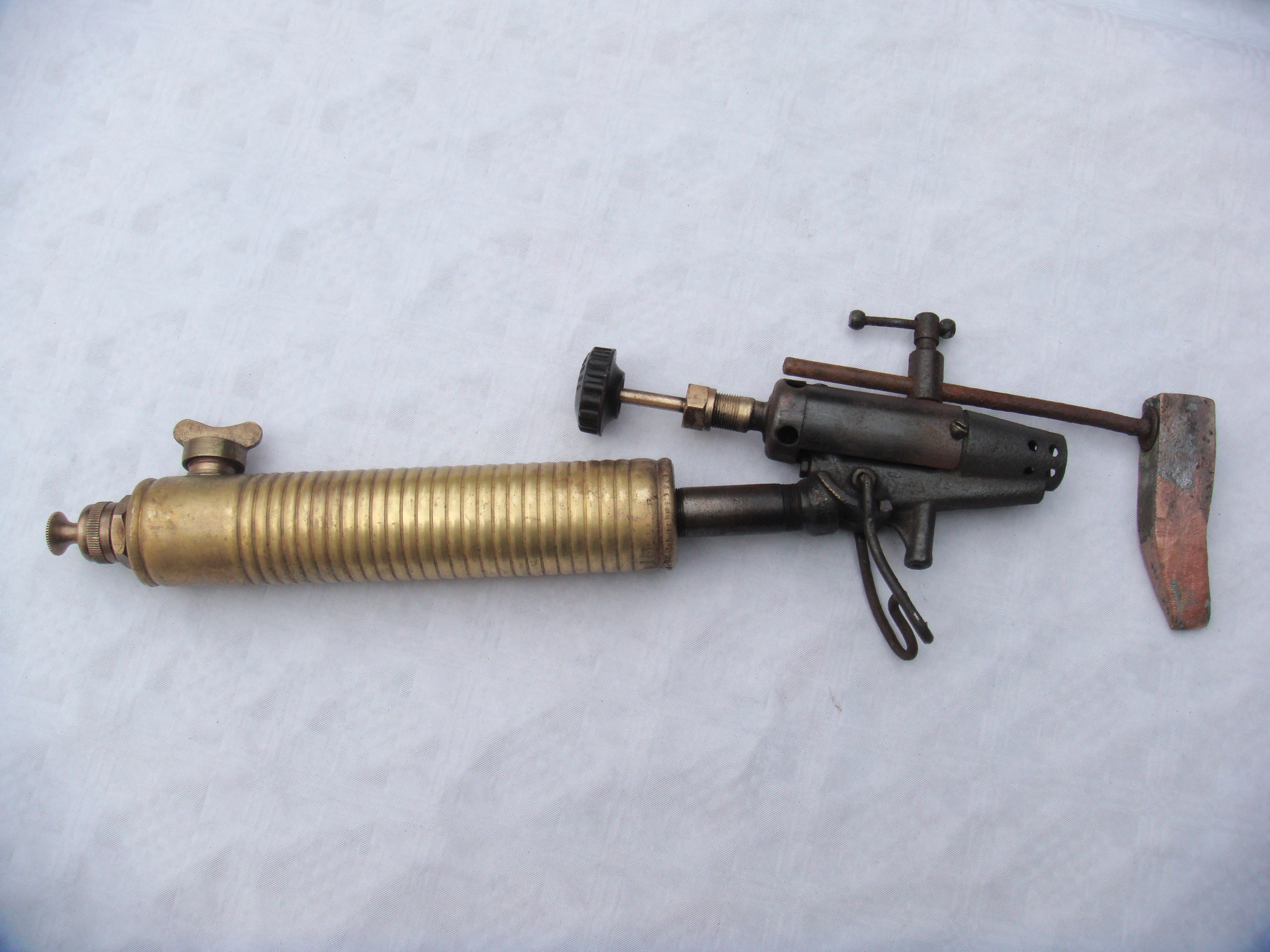
Lötlampe Fabrikat Hähnel, Heidersdorf (Sachsen), mit Lötkolben aus Kupfer
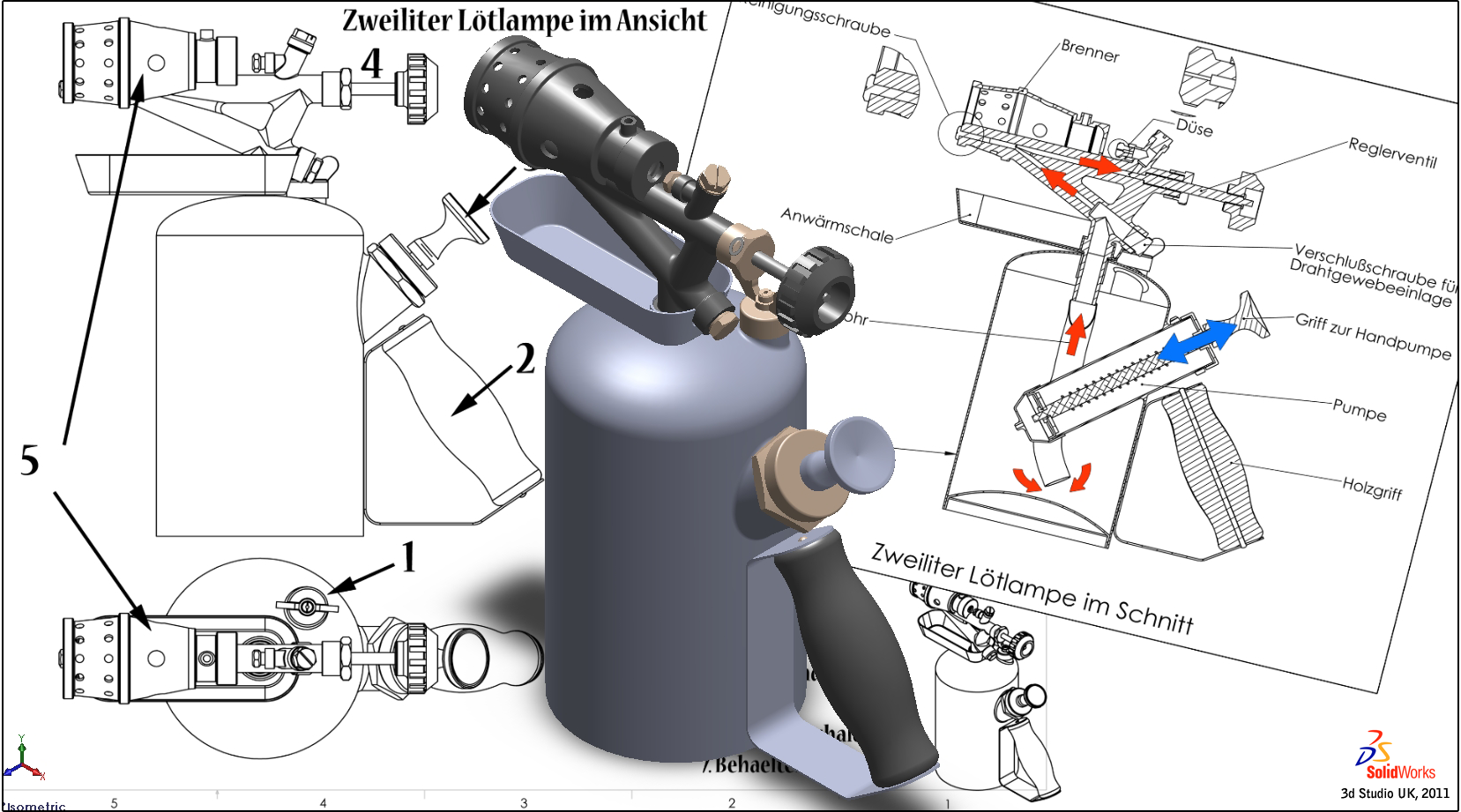
3D-Bild einer Lötlampe
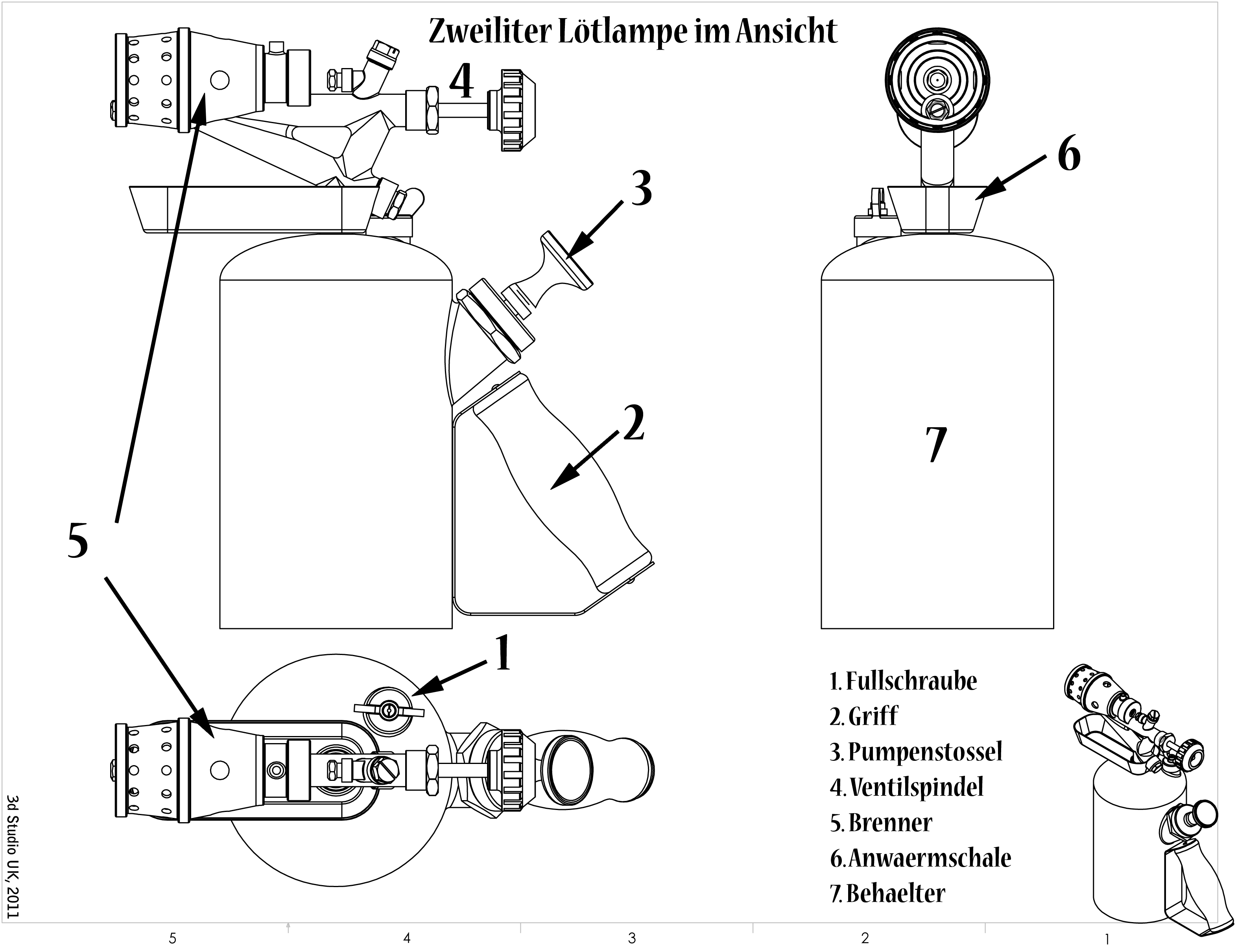
Lötlampe Seitenansicht
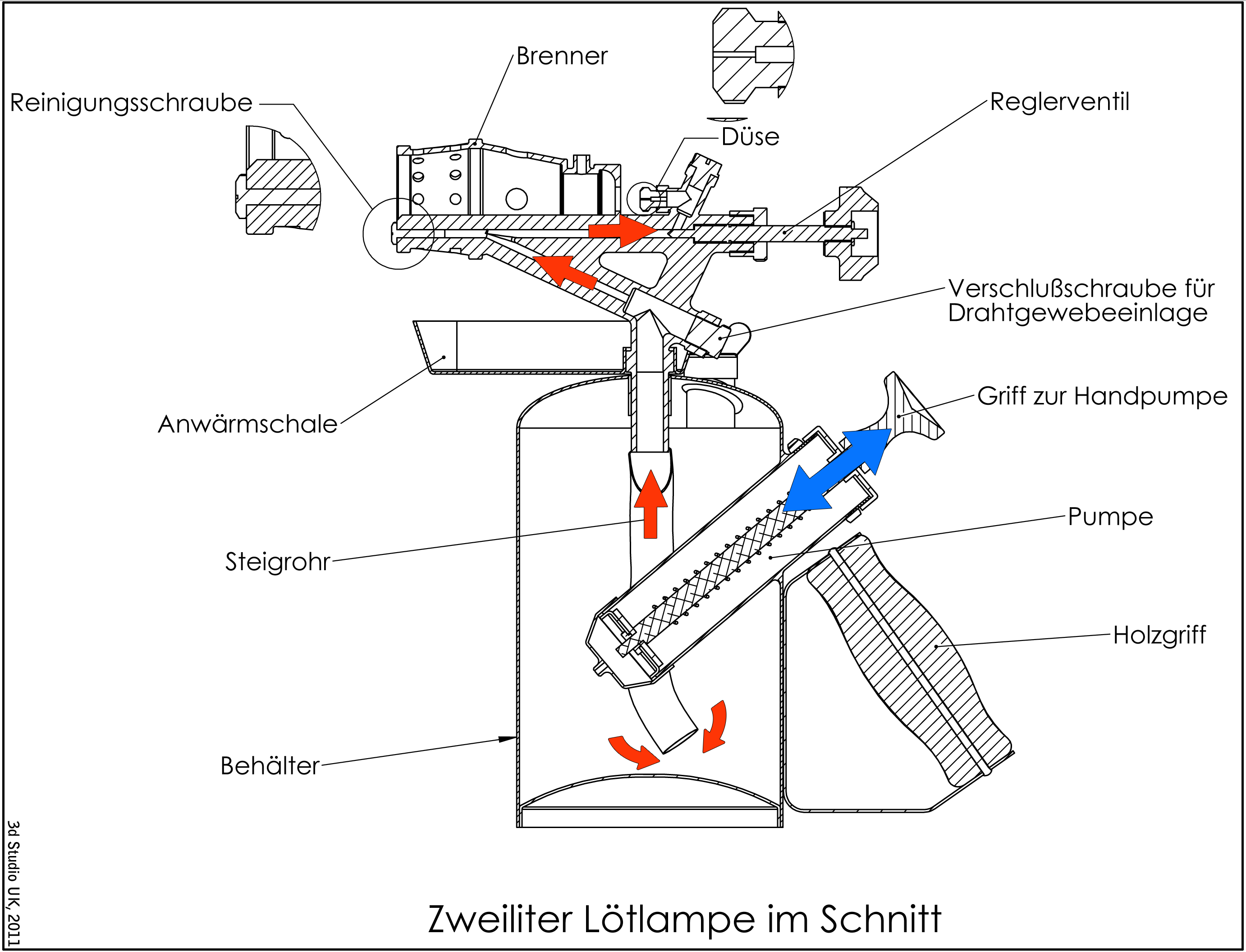
Lötlampe Querschnitt

## Sonstige Bedeutungen
Der Begriff Lötlampe wird auch in der Fliegersprache für einen Nachbrenner verwendet.